# سوزانا باين
سوزانا باين (بالإنجليزية: Susanna Paine)‏، والمعروفة أيضا باسم سوزان (من مواليد 9 يونيو 1792 - 10 نوفمبر 1862)، فنانة بورتريه أمريكية من نيو إنجلاند في القرن التاسع عشر. نشرت دواوين شعرية، ورواية «ترنيمة عيد الميلاد», وسيرتها الذاتية تحت عنوان «روزز آند ثورنز»، أو «ريكوليكشنز أوف آن آرتيست».
كفتاة صغيرة، كانت طالبة متفوّقة، لكنها اضطرت لمغادرة المدرسة في سنّ 11 للاعتناء بجدتها المريضة. في 15 من عمرها، دخلت المدرسة وبعد عام التحقت بأكاديمية في بروفيدنس في رود آيلاند، حيث عملت بالتطريز لتتمكن من متابعة الدراسة. تخرّجت بالمرتبة الأولى وأنشأت مدرسة قد خططت لها منذ سنوات. قدّمت باين الأرباح لعائلتها، وأعالتهم معظم حياتها.
أمضت فترة قصيرة من الزواج اتّسمت بالإساءة والتحكم. رُزقَ الزوجان بطفل، لكنه توفيّ بعد 11 شهراً. قبل ولادتها للطفل، هجرت باين زوجها وحصلت على الطلاق. لدعم نفسها، درّسَت في المدرسة لفترة ثم بدأت العمل كفنانة بورتريه. سافرت في أرجاء رود آيلاند وماساتشوستس وماين، ورسمت أفراداً أو عائلات من 1826 إلى 1862 مقابل المال. بسبب أسلوب حياتها الغير ثابت، لم تدُم علاقاتها العاطفية لوقت طويل. وأقرب علاقة شخصية في حياتها كانت مع والدتها. بمجرد أنها أصبحت فنانة بورتريه محترفة، حظيت بفترات من الراحة الماديّة لكنها استمرت بالتدهور مع صحتها أيضاً على مدار حياتها المهنية.

## الحياة المُبكرة
سوزانا باين، المولودة في ريهوبوث في ماساتشوستس في 9 يونيو 1792، كانت المولودة الثانية لجيمس باين (من مواليد 1764-1765) وماري تشافي باين (من مواليد 1767-1849). كان والدها بحّاراً، فُقد في البحر عندما كانت فتاة صغيرة. انتقلت للعيش مع جدّيها من والدتها، الأب جوناثان تشافي وماري تشافي. دخلت الطالبة المتفوقة باين المدرسة حتى عمر 11 عاماً، ثم غادرتها بسبب اضطرارها للمساعدة في رعاية جدتها المريضة. في العام التالي، تعرضت لضربة صاعقة أودت بحياة الشخص الذي كان بجانبها وإثر ذلك فقدت وعيها ثم استفاقت بعد ساعة، لكن أدت هذه الحادثة لتعرضها لنوبات متتالية لسنوات عديدة.. تزوجت والدتها من الأرمل ناثانيل ثوربر في 9 أبريل عام 1808، وانتقلت الأسرة بأكملها، بما في ذلك أطفاله الأربعة، إلى مزرعة «فوستر» في رود آيلاند.
في 15 من عمرها، دخلت باين المدرسة ثم حضرت دروس في «أفضل أكاديمية في رود آيلاند»، والتي موّلتها من خلال مبيعات عملها في التطريز. (ملاحظة 1) تعلمت باين الطلاء بالألوان المائية في الأكاديمية وتخرجت بأعلى مرتبة؛ دُربت بشكل كامل «لتدريس أي فرع من فروع التعليم المعروفة». بعد تخرّجها، أنشأت باين مدرسة بالقرب من منزل والدتها وزوجها. منحت الأرباح التي حققتها من المدرسة إلى والدتها ووأقرضتها لزوج والدتها في إحدى المرات.
مُكرهةً، وبإصرارٍ من والدتها، تزوجت من جيمس فيليبس في 4 نوفمبر عام 1819. كان زوجها «المقامر» عدائياً ومستبداً وقاسياً. وبتصريح من باين، تركت زوجها بعد «سنة واحدة وشهرين من العبودية القاسية». عادت باين إلى منزل والدتها، وبعد ثلاثة أشهر أنجبت ابنها في 30 أغسطس عام 1821. توفي طفلها، ثيودور وينثروب فيليبس، بعد 11 شهراً. منحت المحكمة العليا في رود آيلاند باين حق الطلاق من زوجها في عام 1821 أو 1823. جُرّدت باين من كل شيء، ولم تتلق أيّ من نفقاتها وتنازلت عن ممتلكات كانت في السابق مُلكاً لزوجها.
استأنفت باين التدريس ورسمت البورتريه لاستكمال نفقاتها، ما سمح لها بدعم نفسها وإرسال المال إلى والدتها وزوج والدتها وعائلتيهما، الذين انتقلوا إلى كونيكتيكت. وصولاً لهذه المرحلة، كانت حياتها مليئة بالاضطرابات وعدم الاستقرار المالي. بدلاً من الزواج من رجل آخر للحفاظ على مستوى معيشي أفضل، طوّرت مهنتها حتى تتمكن من إعالة نفسها.
كنت مواظبة جداً: أعمل دون كلل على مسند اللوحة الخاص بي، حتى أنتهي من اللوحة: عندما رأيتها شعرت برضا كبير، (مثل الفنانين) واتصلت بالسيدة ««R , زبونتي وصاحبة المنزل، للنظر إليها للمرة الأولى. دخلت لتراها بنظرة قلقة ومثيرة للشكوك - ولكن سرعان ما ذُهلت بها من النظرة الأولى، معلنةً بأنها «جميلة للغاية»... وفي اليوم التالي، أصبح المنزل «فائضاً» بالزبائن. دخلوا إلى «عريني» بنظرات متلهفة، لمعرفة فيما إذا كانت – امرأة تستطيع أن ترسم لوحة؟ صفقوا جميعاً لها، بشكل يتجاوز آمالي أو توقعاتي.
- سوزانا باين

## حياتها كفنانة
عملت باين كفنانة بورتريه محترفة من خلال السفر عبر نيو إنجلاند ووضع إعلانات لها في الصحف المحلية لطلب أعمال. كانت باين و«روث هينشو باسكوم» اثنتين من بين 11 امرأة أو أكثر يعملن كفنانات متنقلات في أواخر القرن الثامن عشر وأوائل القرن التاسع عشر.
من نواح كثيرة، مثّلت مسيرتها المهنية صورة الفنان المتنقل في أوائل القرن التاسع عشر في الولايات المتحدة. كان قلقها من العمولات والتهديد المستمر بالإفلاس والحاجة المُلحة للتنقل بحثاً عن فرص عمل، من الاضطرابات التي عانى منها الكثير من الرسامين الأمريكيين المعاصرين من الذكور والإناث.
- لورا بريتو، مؤلفة كتاب «آت هوم إن ذا ستوديو»
كانت باين «امرأة قوية البنية، تزن أكثر من 200 رطل، وكانت مبدعة للغاية...» ووُصفت أيضاً بأنها مثالية. تعرضت باين للانتقادات لأنها كانت تسافر كامرأة بمفردها، ولكنها وجدت أنه من الآمن لها العيش في منازل داخلية، مُؤمَّنة عن طريق «عدة رسائل تقديم» من أشخاص موثوق بهم. بهدف تأسيس نفسها كفنانة «متميزة»، درست الفن في «بوسطن أثينيوم»، وبقيت في منازل داخلية راقية، وأصبحت كاتبة.
طوال حياتها المهنية، رسمت باين بشكل عام لوحات زيتية على ألواح خشبية بحجم 1/2 بوصة طُليت من الجانبين والظهر باللون الأحمر أو الرمادي المُخضرّ أو الأخضر المُزرقّ. غالباً ما كانت مواد الرسم تُصوَّر بطريقة واضحة في أشكال نصف طولية. وكانت حُليهم وشَعرهم وملابسهم في كثير من الأحيان «مُفصّلة بشكل متقن». اتخذت الأيدي والطاولات وأشياء أخرى وضعيات غريبةً أحياناً. كانت تميل لطلاء مربيات الأطفال بأيدٍ طويلة وبألوان فاتحة وأعين متشابهة ووجوه مستديرة. اشُتهرت باين بنظرتها الحُرة في رسم الأشخاص؛ رسمت ذات مرة لوحة لرجل بعيون سوداء ظناُ منها بأن هذا اللون أكثر جاذبية.

### ولاية ماين
سافرت باين بمفردها لأول مرة في عام 1826 إلى بورتلاند ضمن ولاية ماين، ووضعت إعلاناً تجارياً في إصدار 12 ديسمبر من صحيفة بورتلاند. المعدل المتوسط للوحات الزيتية الكبيرة في ذلك الوقت كان من 20 إلى 30 دولار أمريكي، لكن طلبت باين 8 دولارات مقابل اللوحات الكبيرة. بسبب عدم تلقّيها أي فرصة عمل، وضعت إعلاناً لشهر يناير يتضمن تصريحاً لها، تقول فيه بأن لوحاتها مثّلت تماماً مواضيعها وتم تنفيذها بشكل جيد - وأن النساء قد يجدن بأنه من «الفخر والسرور أن يتعاملوا مع فنانة». حالما رسمت لوحة لصاحبة المنزل وأعجبتها، بدأت بتلقي عروضاً للعمل.
عملت باين في جنوب ولاية ماين وبورتلاند ونيو هامبشاير في عامي 1827 و 1828. في البداية، كان لديها طلبات عمل كافية لتسديد نفقة استئجار صالون مفروش واستديو للرسم ومكاناً آخر لعرض لوحاتها. كونها امرأة متدينة، اعتادت على ارتداء ملابس عادية بناءً على فكرها الروحاني خلال ذلك الوقت. بسبب تدهور حالتها الصحية، احتاجت إلى ممرضة، ما جعلها تخسر بعضاً من أموالها. استجابت باين لطلب من أحد الأصدقاء للعودة إلى بروفيدنس لرسم ابنتها المريضة، والتي لا تزال في حالة صحية سيئة، وبقيت هناك لعدة أشهر.
عملت باين كفنانة في ولاية ماين حتى عام 1831. كان جورج موريلو بارتول أحد شخصيات لوحاتها أثناء وجودها في بورتلاند، والذي بيعت لوحته مقابل 38.513 دولار أمريكي في 6 مارس من عام 2011.